# Band of Dynamic Brothers
《Band of Dynamic Brothers》(밴드 오브 다이나믹 브라더스)는 2009년 10월 7일에 발매된 다이나믹 듀오의 정규 5집 음반이다. 이 음반은 다이나믹 듀오의 개코와 최자가 군입대하기 직전에 발매한 음반으로, 2009년 10월 8일, Mnet의 엠 카운트다운으로 처음이자 마지막 5집 방송활동을 하고 군입대를 하였다. 개코가 앨범아트를 제작했고, 가사집과 함께 사용설명서와 포스터가 내장되어 있다.

## 수록곡
| #   | 제목                                                                           | 재생 시간 |
| --- | ------------------------------------------------------------------------------ | --------- |
| 1.  | 〈그림에 떡 (Dynamic Sinsa Rangers)〉                                          | 3:49      |
| 2.  | 〈돈이 다가 아니야 (Get Money, Feat. 강산에)〉                                 | 4:04      |
| 3.  | 〈두꺼비집 (One More Drink, Feat. OCD)〉                                       | 3:52      |
| 4.  | 〈잔돈은 됐어요 (Keep The Change, Feat. Garie of Leessang, Bumky of Komplex)〉 | 4:11      |
| 5.  | 〈죽일 놈 (Guilty)〉                                                           | 3:44      |
| 6.  | 〈왜 벌써가 (Be My Brownie, Feat. Bumky of Komplex)〉                          | 3:58      |
| 7.  | 〈Biggestmagicalvision〉                                                       | 1:05      |
| 8.  | 〈불꽃놀이 (Fireworks)TITLE〉                                                  | 3:52      |
| 9.  | 〈사우나 (Sauna, Feat. E-Sens of Supreme Team)〉                               | 3:18      |
| 10. | 〈월광증 (Moonstruck, Feat. Simon Dominic of Supreme Team)〉                   | 4:17      |
| 11. | 〈퉁 되는 Brothers (The Toong Bros, Feat. Topbob of Komplex)〉                 | 3:39      |
| 12. | 〈Ugly〉                                                                       | 3:31      |
| 13. | 〈끝 (Apoptosis)〉                                                             | 5:35      |
| 14. | 〈청춘 (Spring Time, Feat. 김C)〉                                              | 4:08      |

## 특징
- 1, 3, 9, 11, 13번 트랙은 청소년보호위원회로부터 청소년 청취 불가 판정을 받아, 이 음반은 성인만이 구입할 수 있다.
- 이 곡은 모든 한국어 제목에 영어 부제를 붙였다.
- 기타 선율을 바탕으로 한 타이틀 곡 〈죽일 놈 (Guilty)〉은 배우 이민정, 정일우가 도입부의 나레이션을 했다.
- 14번 트랙은 뜨거운 감자 3집 《연기》의 수록곡 〈청춘〉을 샘플링하여 제작한 곡이다.